# АзиаСат-9
АзиаСат-9 — геостационарный телекоммуникационный спутник высокой мощности, заменит спутник «АзиаСат-4» в орбитальной позиции 122° в.д. и обеспечит телевизионное вещание и телекоммуникационные услуги на территории Азиатско-Тихоокеанского региона. Принадлежит гонконгскому спутниковому оператору, компании AsiaSat. Разработан и изготовлен фирмой Space Systems/Loral (США).

## Конструкция
Полезная нагрузка КА «АзиаСат-9» включает 28 транспондеров C-диапазона и 32 Ku-диапазона, а также один региональный транспондер Ka-диапазона. «АзиаСат-9» должен обеспечить услуги связи, телевещания и широкополосного доступа в интернет на территории Азиатско-Тихоокеанского региона.

## Запуск спутника
Запуск спутника был осуществлён компанией International Launch Services (ILS) с помощью РН Протон-М с разгонным блоком Бриз-М. Запуск произведён 28 сентября 2017 года в 21:52 мск с площадки 200Л (ПУ № 39) космодрома Байконур. Через 9 минут 42 секунды с начала полёта орбитальный блок (в составе космического аппарата и разгонного блока) отделился от третьей ступени ракеты-носителя и продолжил полёт в автономном режиме. Космический аппарат отделился от разгонного блока и вышел на геопереходную орбиту 29 сентября в 7:05 мск. Выведение космического аппарата на геопереходную орбиту заняло девять часов и потребовало пяти включений двигательной установки разгонного блока.